# Londa (Haarpflegeunternehmen)
Die Londa GmbH ist ein Haarpflegeunternehmen mit Sitz in Leipzig im Besitz der Coty Inc.
Die Anfänge des Unternehmens gehen auf den 1880 gegründeten Betrieb des in Oberwiesenthal im Erzgebirge geborenen, damals 26-jährigen Friseurs Franz Ströher zurück. Er hatte einige innovative Haarpflegeprodukte entwickelt und vermarktete diese schon zuvor sehr erfolgreich. Aus seinem Haarpflegeunternehmen ging die Franz Ströher AG mit Geschäftssitz in Leipzig hervor. Londa war bereits vor dem Zweiten Weltkrieg eine der bedeutendsten Marken der Haarpflege in Europa. Die Franz Ströher AG und die dazugehörige Londa GmbH wurden 1945 von der sowjetischen Besatzungsmacht enteignet.
Im Jahre 1948 wurde der VEB Londa gegründet. 1956 war die Marke wieder am europäischen Markt etabliert. Die Franz Ströher AG, die im Westdeutschland wieder entstand, vertrieb ihre Produkte nun unter dem Markennamen Wella und baute das Geschäft unter dem Namen Wella in Westdeutschland wieder neu auf. Bis 1959 benutzte Londa noch das alte Londa-Logo. Dieses wurde ebenfalls von Wella benutzt und bis heute verwendet. „L’onda“ ist die italienische Übersetzung von „die Welle“. Im Jahr 1976 wurde Londa als Betriebsteil in das Unternehmen VEB Florena integriert. Daher tragen die ab da produzierten Londa-Produkte das Logo "Florena LONDA".
Im Jahr 1990 wurde Londa wieder selbständig und im Juli des Jahres als Londa GmbH in den Wella-Verband reintegriert. Nach der Übernahme der Wella AG durch Procter & Gamble im Jahr 2003 gehörte Londa nun zum international tätigen P&G-Konzern. 2015 verkaufte dieser die Marken Wella und Londa an den Coty-Konzern, der sich mehrheitlich im Besitz der Unternehmerfamilie Reimann befindet.
In den Ländern des früheren Ostblocks ist Londa auch heute noch eine bekannte Haarpflegemarke.